# Счастливчик Гилмор
«Счастливчик Ги́лмор» (англ. Happy Gilmore) — американский художественный фильм в жанре комедии режиссёра Денниса Дугана, вышедший в 1996 году.

## Сюжет
Хэппи Гилмор с детства обожал хоккей, но, кроме сильного удара, способностей у него к этой игре не было. У бабушки Хэппи отбирают дом за неуплату налогов и в ближайшее время выставляют на аукцион. Случай дал ему в руки клюшку для гольфа, эксцентричный и не сдержанный Хэппи, порой ведущий себя вызывающе, шокирует всех любителей гольфа. Его замечает бывший чемпион по гольфу, который оставил свою карьеру из-за травмы и становится тренером Хэппи. Он видит в мальчике прирожденную способность к сильному удару. При помощи тренера и необходимости в деньгах Хэппи выигрывает множество малых соревнований. Но вскоре поднимается совсем на новый уровень, где встречает свою любовь и нового врага. Этим врагом является Шутер МакГевин, самый высокооплачиваемый игрок в гольф, который уязвлён тем, что ему так и не достался золотой пиджак, а также из-за зависти к успеху Гилмора. Тем самым МакГевин то и дело, устраивает Гилмору всякие пакости. Но несмотря ни на что, Гилмор выигрывает чемпионат и спасает бабушкин дом от продажи на аукционе.

## В ролях
| Актёр                | Роль            |
| -------------------- | --------------- |
| Адам Сэндлер         | Хэппи Гилмор    |
| Кристофер Макдональд | Шутер Макгевин  |
| Джули Боуэн          | Вирджиния Венит |
| Фрэнсис Бэй          | Бабушка Хэппи   |
| Карл Уэзерс          | Чаббс Петерсон  |
| Бен Стиллер          | Хэл Л.          |
| Аллен Коверт         | Отто            |
| Роберт Шмигель       | I.R.S. Agent    |
| Боб Баркер           | камео           |
| Ричард Кил           | мистер Ларсон   |
| Деннис Дуган         | Дуг Томпсон     |
| Кевин Нилон          | Поттер          |

## Награды и номинации
| Год  | Премия              | Категория                                | Результат |
| ---- | ------------------- | ---------------------------------------- | --------- |
| 1996 | MTV Movie Award     | Best Comedic Performance — Adam Sandler  | Номинация |
| 1996 | MTV Movie Award     | Best Fight — Adam Sandler and Bob Barker | Победа    |
| 1997 | Kid’s Choice Awards | Best Movie                               | Номинация |

## Продолжение
В 2025 году на стриминговом сервисе Netflix вышло продолжение фильма под названием «Счастливчик Гилмор 2». Режиссёром фильма выступает Кайл Ньюачек.